# Duesenberg Model J
De Duesenberg Model J was een personenauto die geproduceerd werd door Duesenberg. De Model J was de eerste auto van Duesenberg na de overname door Erret Cord. In totaal werden er 470 van gebouwd.

## Geschiedenis
De Model J werd geïntroduceerd in december 1928 op de autosalon van New York. Doordat de techniek die gebruikt werd in deze auto zeer vooruitstrevend was en de prestaties hoger dan alle andere personenauto's uit die tijd, was de auto meteen erg populair bij het publiek. Zo had de auto een 420cid (6884cc) 8-in-lijnmotor met dubbele bovenliggende nokkenas en vier kleppen per cilinder.
Deze motor produceerde 265 pk en gaf de auto een topsnelheid van 187 km/u.
De enige reden dat er niet zoveel van verkocht werden kwam door het prijskaartje: het chassis alleen kostte $8.500 en afhankelijk van het gewenste carrosserie kon de prijs oplopen tot $25.000, wat toentertijd een enorm bedrag was.
Na de introductie van de auto werkte Fred Duesenberg nog verder aan de Model J, zo zette hij er o.a. een supercharger op. Dit nieuwe model zou vanaf 1929 verkocht worden als het Model SJ.

## Trivia
In 1932 kwam Fred Duesenberg om het leven nadat hij met zijn Model J van de weg af was gereden.